# شوهي أوتسكا
شوهي أوتسكا (باليابانية: 大塚 翔平) (11 أبريل 1990 في أوساكا في اليابان – )؛ هو لاعب كرة قدم ياباني سابق كان يلعب كلاعب وسط.

## وصلات خارجية
- شوهي أوتسكا على موقع الاتحاد الدولي (مؤرشف)  (الإنجليزية)
- شوهي أوتسكا على موقع رابطة كرة القدم اليابانية للمحترفين (اليابانية)
- شوهي أوتسكا على موقع قاعدة بيانات كرة القدم.إي يو (الإنجليزية)
- شوهي أوتسكا على موقع Soccerway.com (الإنجليزية)
- شوهي أوتسكا على موقع عالم كرة القدم.نت (الإنجليزية)
- شوهي أوتسكا على موقع كووورة